# Pompa de jabón

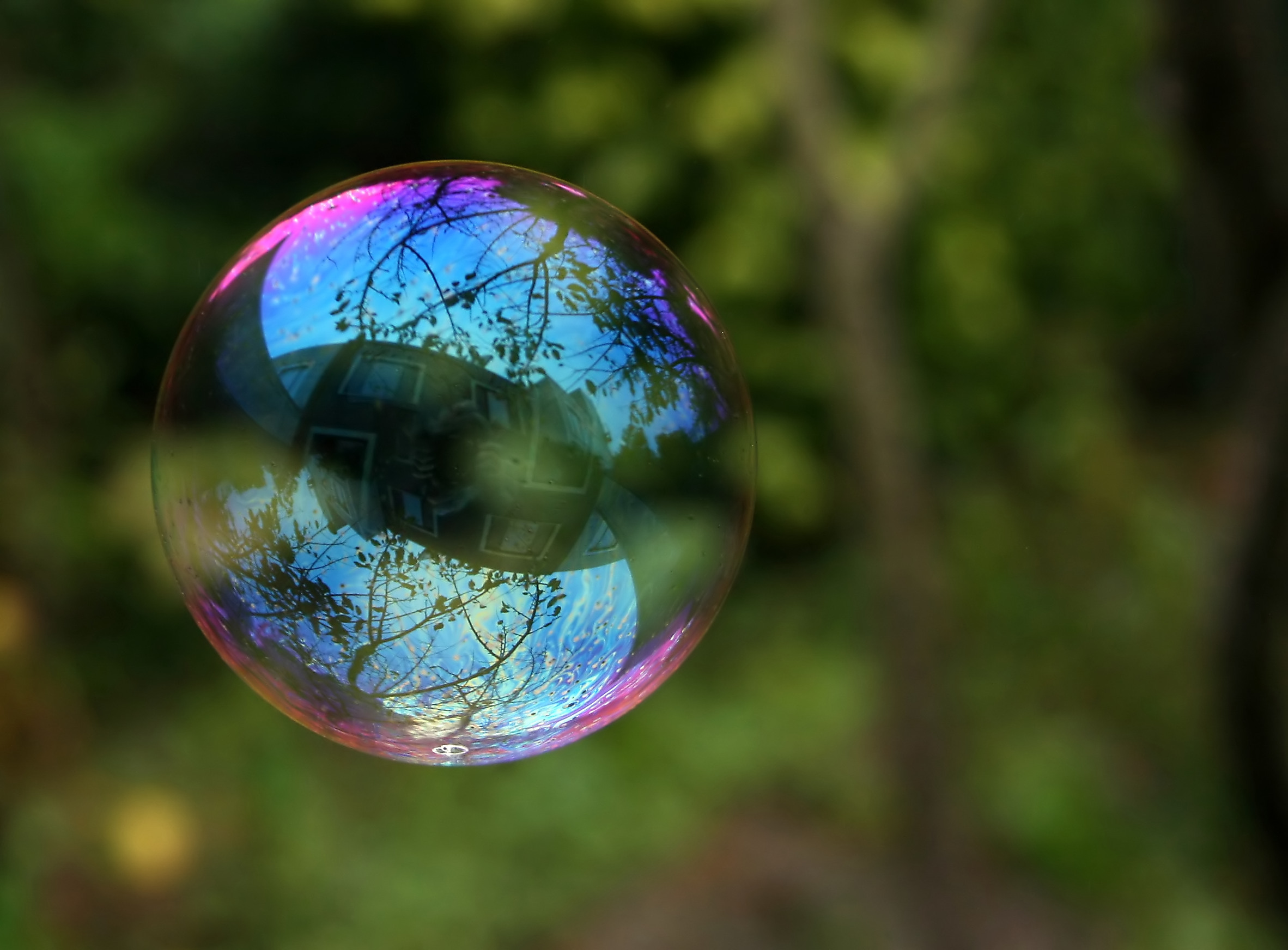
Una burbuja de jabón.

Una pompa de jabón o burbuja de jabón es una capa de líquido con dos películas muy finas de jabón y agua que forma una esfera hueca, y exhiben superficies iridiscentes. Normalmente las pompas de jabón o burbujas de jabón duran sólo unos segundos y luego estallan por sí solas o por contacto con otro objeto. A menudo se usan como objeto de juego para los niños, pero su uso en espectáculos artísticos demuestra que también pueden ser fascinantes para los adultos. Las pompas de jabón pueden ayudar a resolver problemas matemáticos complejos sobre el espacio, ya que siempre tienden a la menor área de superficie entre puntos o aristas.

## Estructura
La «piel» de la burbuja consiste en una fina capa de agua atrapada entre dos capas de moléculas tensoactivas, a menudo jabón. Estos tensoactivos tienen cabezas hidrófilas y colas hidrófobas. Las cabezas hidrófilas son atraídas por la capa fina de agua y mantienen intacta a la pompa. Cuando se agitan las colas hidrófobas, la pompa estalla.

## Física

### Tensión superficial y forma

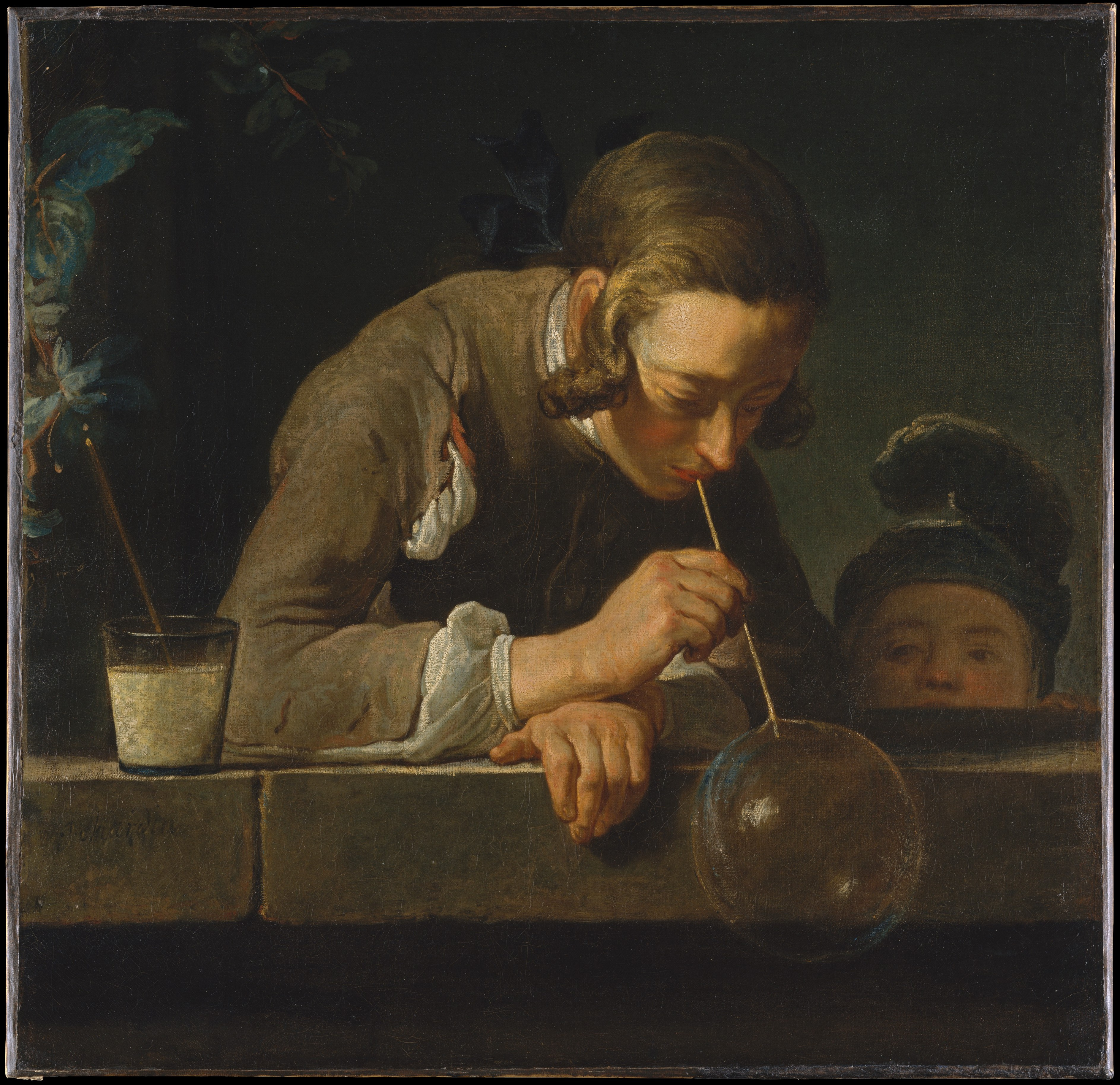
Seifenbläser (Pompas de jabón), óleo de Jean-Baptiste Siméon Chardin, segundo tercio del

Una pompa puede existir porque la capa superficial de un líquido (normalmente agua) tiene cierta tensión superficial, lo que hace que la capa se comporte parecido a una hoja elástica, sin embargo, una pompa hecha solo con líquido puro no es estable y se necesita un tensoactivo disuelto, como el jabón, para estabilizarla. Una equivocación común es creer que el jabón aumenta la tensión superficial del agua. En realidad, el jabón hace justo lo contrario, disminuyendo la tensión superficial hasta aproximadamente un tercio de la tensión superficial del agua pura. El jabón no refuerza las pompas, sino que las estabiliza mediante el mecanismo llamado efecto Marangoni. Al estirarse la película de jabón, la concentración de jabón disminuye, lo que hace que aumente la tensión superficial. Así, el jabón refuerza selectivamente las partes más débiles de la pompa y evita que se estiren más. Además, el jabón reduce la evaporación haciendo que las pompas duren más, aunque este efecto es relativamente pequeño.
Su forma esférica también está causada por la tensión superficial. La tensión hace que la pompa forme una esfera porque la esfera tiene la menor área superficial para un volumen dado. Esta forma puede distorsionarse visiblemente por las corrientes de aire, y por supuesto por un soplido. Sin embargo, si se deja caer una pompa en aire quieto, permanece casi esférica, más que la típica representación caricaturizada de una gota de lluvia. Cuando un cuerpo en caída ha alcanzado su velocidad terminal, la fuerza de arrastre que actúa sobre él es igual a su peso, y como el peso de una pompa es mucho más pequeño en relación con su tamaño que el de una gota de lluvia, su forma se distorsiona mucho menos. (La tensión superficial que se opone a la distorsión es similar en ambos casos: el jabón reduce la tensión superficial del agua aproximadamente hasta un tercio de la original, pero se dobla efectivamente porque la película tiene una superficie interna y otra externa).

### Congelación

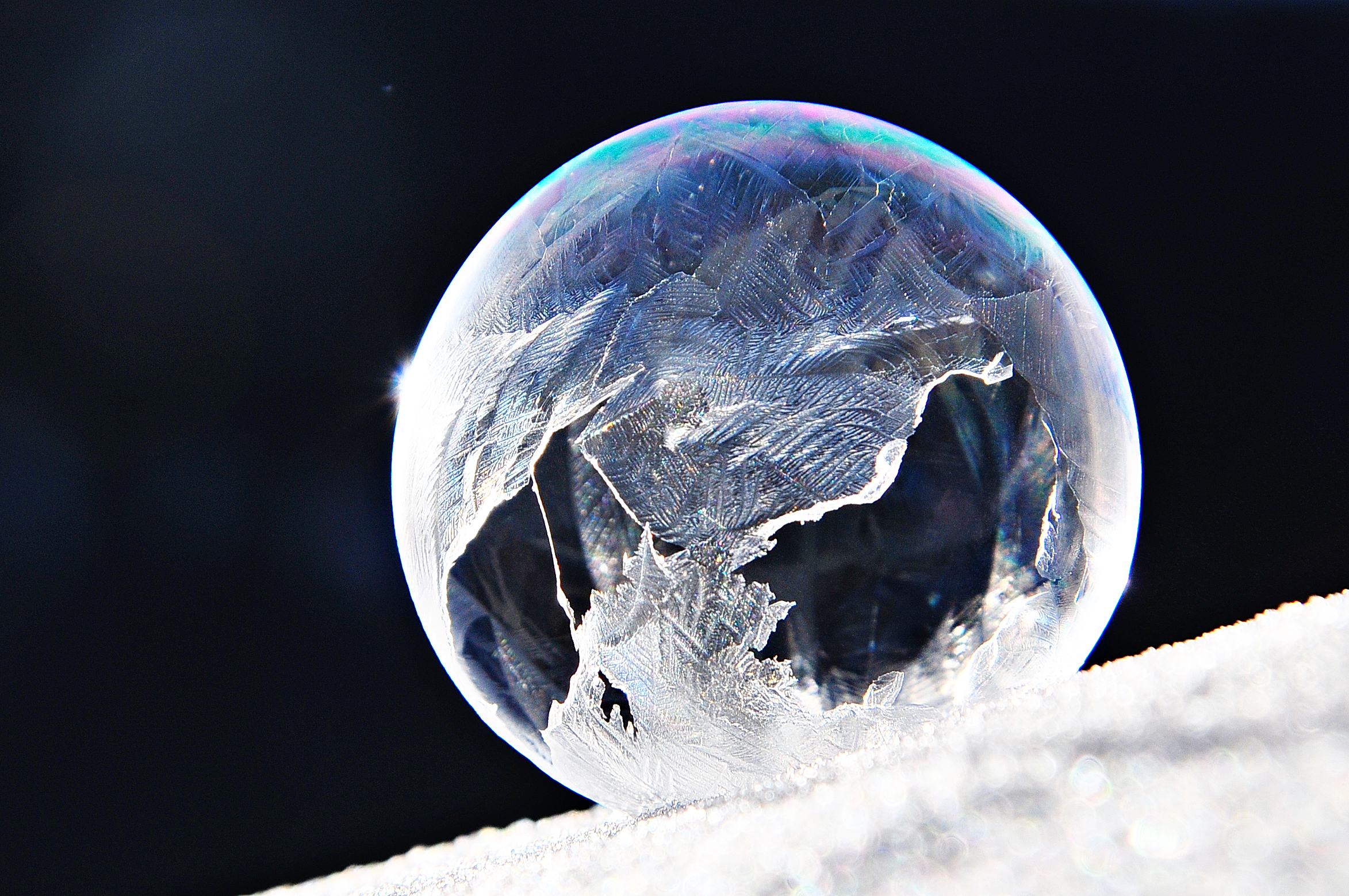
Pompa de jabón congelada

Las pompas de jabón creadas en aire a una temperatura por debajo de -15 °C (5 °F) se congelarán cuando toquen una superficie. El aire del interior se perderá gradualmente por difusión,  haciendo que la pompa se arrugue bajo su propio peso.
A temperaturas inferiores, digamos -25 °C (−13 °F), las pompas se congelarán en el aire y se pueden hacer añicos al caer al suelo. Cuando, a una temperatura tan baja, se hace una pompa de jabón con aire caliente de los pulmones, primero la pompa se congela en forma de una esfera casi perfecta, pero cuando el aire caliente se enfría y por tanto pierde volumen, se produce un colapso parcial de la pompa. Una pompa que se sople con éxito a esta temperatura siempre será de pequeño tamaño: se congelará rápidamente y seguir soplando solo hará que se rompa.

### Unión

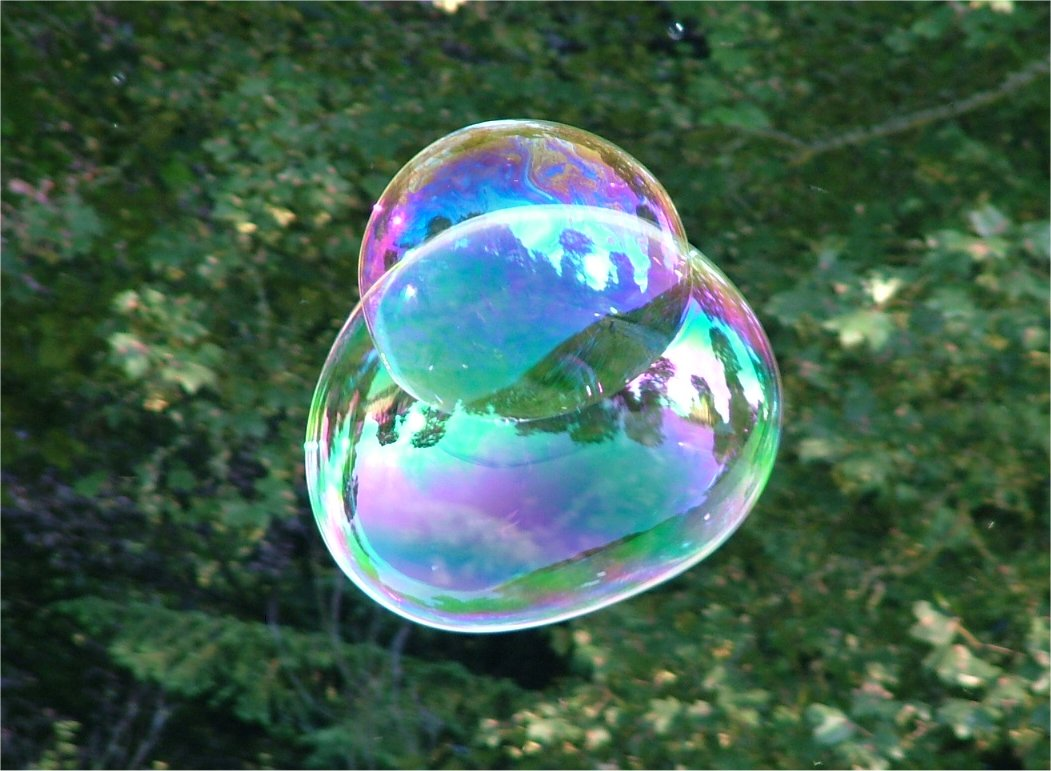
Las pompas de jabón se pueden unir con facilidad.

Cuando dos pompas se unen, se aplican los mismos principios físicos, y las pompas adoptarán la forma con la menor área posible. Su pared común se desplazará e integrará con la pompa de mayor tamaño, ya que las pompas más pequeñas tienen una presión interna mayor. Si las pompas son de igual tamaño, la pared será plana.
Si se encuentran dos o más pompas, se colocan de manera que sólo se tocan tres paredes en una misma línea, separadas por ángulos de 120°. Esta es, de nuevo, la elección más eficiente, y es la razón por la que las celdas de un panal usan ángulos de 120°, formando hexágonos. Sólo cuatro paredes de pompas se pueden encontrar en un mismo punto, en el que las líneas donde se encuentran los tripletes de paredes están separadas por 109,47°.

### Interferencia y reflexión
El color iridiscente de las pompas de jabón son efecto de la interferencia entre las ondas de luz. Cuando la luz incide en la película, parte de ella es reflejada por la parte exterior de la superficie mientras que otra parte entra dentro de la película y resurge tras ser reflejada varias veces por las dos superficies. La reflexión total que se observa está determinada por la interferencia de todas estas reflexiones. Como cada vez que se atraviesa la película se produce un desfase proporcional al grosor de la película e inversamente proporcional a la longitud de onda, el resultado de la interferencia depende de estas dos cantidades. Por tanto, para un grosor dado, la interferencia será constructiva para algunas longitudes de onda y destructiva para otras, de manera que la luz blanca que incide en la película es reflejada con una tonalidad que cambia con el grosor.
Se puede observar un cambio de color cuando la pompa se hace más fina por evaporación. Las paredes más gruesas cancelan longitudes de onda rojas (más largas), causando una reflexión azul-verde. Luego, las paredes más finas cancelan el amarillo (dejando luz azul), luego el verde (dejando magenta) y luego el azul (dejando el amarillo). Finalmente, cuando la pared de la pompa se hace mucho más fina que la longitud de onda de la luz visible, todas las ondas de la región visible se cancelan unas a otras y no se percibe ninguna reflexión. Cuando se observa este estado, la pared es más fina que unos 25 nanómetros, y probablemente está a punto de estallar.
Los efectos de interferencia también dependen del ángulo en el que la luz incide sobre la película, un efecto llamado iridiscencia. Por tanto, aunque la pared de la pompa tuviera un grosor uniforme, se seguirían viendo variaciones de color debido a la curvatura y/o al movimiento. Sin embargo, el grosor de la pared cambia continuamente porque la gravedad atrae al líquido hacia la parte baja, de manera que normalmente también se pueden observar bandas de color que se mueven hacia abajo.

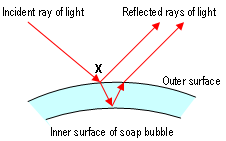
En el diagrama de arriba, un rayo de luz incide sobre la superficie en el punto X. Parte de la luz es reflejada, pero alguna atraviesa la pared de la pompa y es reflejada en el otro lado de la pared.
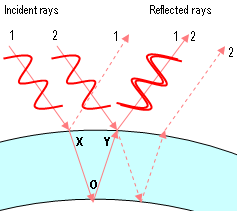
En este diagrama vemos dos rayos de luz roja (rayos 1 y 2). Ambos rayos se dividen igual que antes y siguen dos caminos posibles, pero solo estamos interesados en los caminos representados con líneas continuas. Consideremos el rayo que emerge del punto Y. Consiste en dos rayos superpuestos: la parte del rayo 1 que atravesó la pared de la pompa y la parte del rayo 2 que se reflejó en la pared exterior. El rayo 1 ha viajado una distancia XOY mayor que la del rayo 2. Como XOY resulta tener la misma longitud que la longitud de onda de la luz roja, los dos rayos están en fase (las crestas y los valles están juntos).
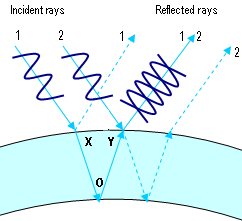
Este caso es similar al diagrama anterior, excepto en que la longitud de onda es distinta. Esta vez XOY no es múltiplo de la longitud de onda, y por tanto los rayos 1 y 2 llegan a Y desfasados. Los valles del rayo 1 se alinean con las crestas del rayo 2, y los dos rayos se cancelan mutuamente. El efecto global es que, para este grosor de pompa, no se reflejará luz azul.
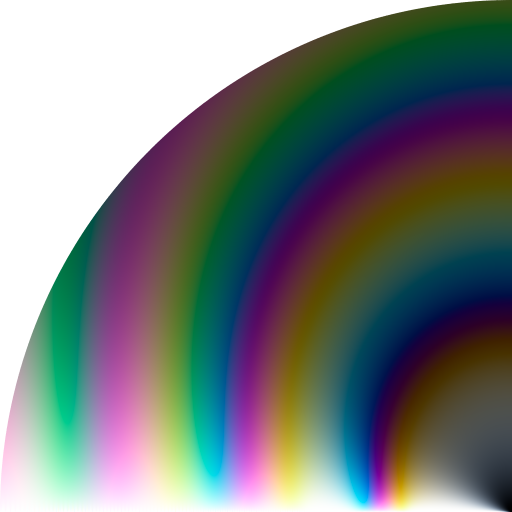
Esta imagen por computador muestra los colores reflejados por una película fina de agua iluminada por luz blanca sin polarizar. El radio es proporcional al grosor de la película, y el ángulo polar es el ángulo de Iridiscencia.

## Propiedades matemáticas

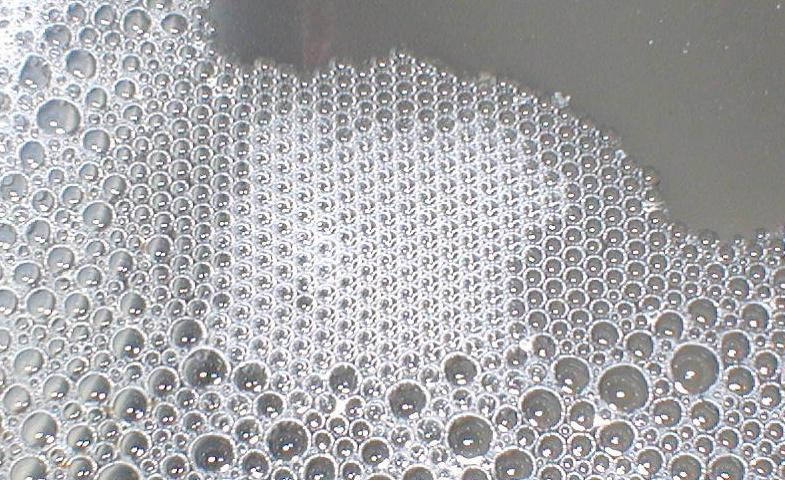
Burbujas en un barreño de lavar.

Las pompas de jabón también son una ilustración física del problema de la superficie mínima, un problema matemático complejo. Por ejemplo, aunque se sabe desde 1884 que una pompa de jabón esférica es la forma de encerrar un cierto volumen de aire con la menor área (un teorema de H. A. Schwarz), se demostró en el año 2000 que dos pompas de jabón unidas proporcionan la manera óptima de encerrar dos volúmenes de aire con la menor área de superficie. Esto se ha venido a llamar teorema de la pompa doble.
Las películas de jabón buscan minimizar su área de superficie, esto es, minimizar su energía de superficie. La forma óptima para una pompa aislada es una esfera. Los grupos de muchas burbujas en una espuma tienen formas mucho más complicadas. Véase estructura de Weaire-Phelan para una explicación de esto (llamado problema de Kelvin), y leyes de Plateau para una explicación de la estructura de las películas.

## Pompas de colores
Añadir tintes de colores a las mezclas jabonosas no consigue producir pompas de colores, porque el tinte se enlaza con las moléculas de agua en lugar del tensoactivo. Por tanto, se forma una pompa sin color y el tinte cae hacia la base. El químico de tintes Ram Sabnis ha desarrollado una tinte de lactona que se enlaza con los tensoactivos, permitiendo la formación de pompas de colores brillantes. Un ejemplo de este tinte es la lactona violeta cristal. Dichas mezclas nuevas solo se venden en EE. UU. bajo la marca Zubbles.

## Cómo hacer pompas de jabón
La manera más fácil es usar un fluido jabonoso comercial (vendido como juguete) o simplemente poner en agua algo de líquido lavavajillas. Sin embargo, esto último puede no funcionar como se espera. Hay varios trucos para mejorar la fórmula:

### Aditivos
- Algo que reduzca la tensión superficial del agua, como el jabón líquido o el champú para bebés. Estos funcionarán mejor cuanto más puro sea el jabón (cuanto menos perfume y otros aditivos tenga), o quizás con jabones más caros.
- Algo para espesar el agua. El más utilizado es la glicerina (disponible en farmacias) que también hace que las pompas sean más coloridas. El azúcar, azúcar glasé o el jarabe de maíz tienen efectos similares. Puede ser más cómodo disolver el azúcar en agua caliente. Sin embargo, la mezcla jabonosa puede ser bastante espesa de por sí, así que es importante no añadir demasiada cantidad de estas sustancias espesantes.
- Agua destilada. Como el agua del grifo contiene iones de calcio, y estos se enlazan con el jabón, el agua destilada funciona mejor.

### Procedimiento
- Dejar la mezcla jabonosa en un recipiente abierto durante toda la noche lo hace más espeso. Pero, de nuevo, si la solución se hace demasiado espesa luego será difícil hacer pompas.
- Debe evitarse la formación de burbujas o espuma en la superficie de la mezcla removiendo con suavidad, retirándolas o simplemente esperando a que desaparezcan.
- La facilidad con la que se puedan hacer pompas de jabón depende de un gran número de factores. Cada jabón es distinto, y las condiciones ambientales influyen en la calidad también. Por ejemplo, el aire polvoriento es desfavorable, al igual que el viento. Cuanto más húmedo sea el aire, mejor, lo que significa que es más fácil hacer pompas de jabón en días lluviosos. En conjunto, el mejor procedimiento para hallar la mejor solución es el método del ensayo y error.

## Historia de las pompas como juguetes

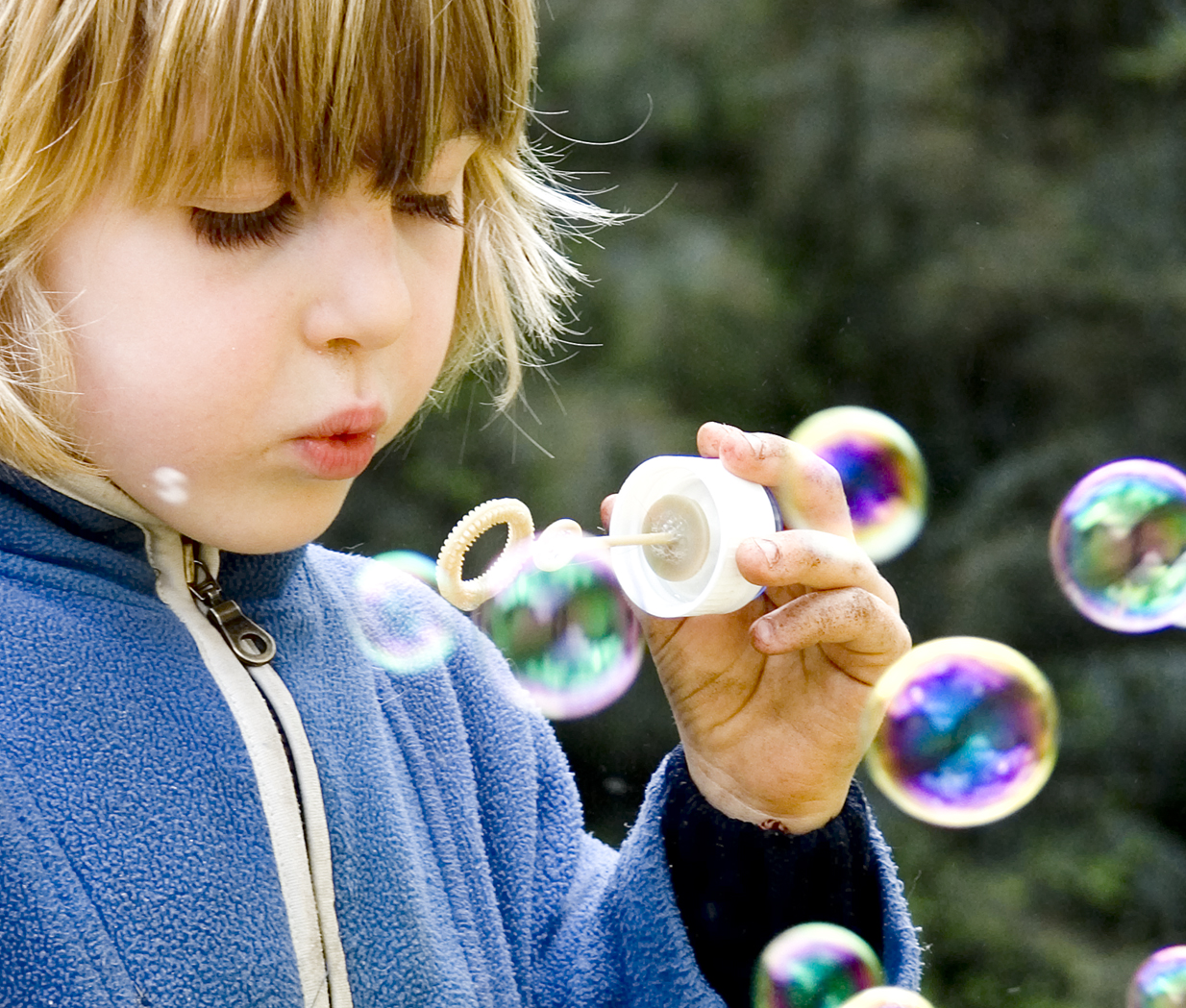
Niña haciendo pompas de jabón con un soplador de plástico

Hay pinturas flamencas del siglo XVII que muestran a niños soplando con tubos de arcilla. Esto significa que las pompas de jabón como juguetes tienen al menos 400 años. La empresa londinense A. & F. Pears creó una famosa campaña de publicidad para sus jabones en 1886 usando una pintura de Millais en la que un niño juega con pompas. Una empresa de Chicago llamada Chemtoy empezó a vender líquido para pompas en la década de 1940, y desde entonces han cautivado a los niños. De acuerdo con una estimación de la industria, los fabricantes venden unos 200 millones de botes anualmente, quizás más que ningún otro juguete.

### Sopladores para pompas
La manera más fácil es utilizar uno de los sopladores de plástico que se venden con la mayoría de los líquidos de pompas comerciales. Sin embargo, como el diámetro del soplador determina el tamaño de la pompa de jabón, puede ser necesario construir uno.
La mayoría de las estructuras con forma de aro funcionarán. Se puede hacer un soplador doblando un alambre lo bastante grueso como para que se quede rígido. Se puede mejorar envolviendo el alambre con hilo o vendas para que el agua jabonosa se adhiera mejor al aro.
La compañía Klutz Press popularizó un soplador para «pompas gigantes», inventado por un hombre llamado David Stein, que usaba un aro de tela sujeto a un palo de plástico, con un pasador que permitía abrir o cerrar suavemente el aro. Klutz vende libros sobre pompas que ofrecen tutoriales e ideas divertidas, normalmente junto con un aro para pompas listo para utilizar.
Se pueden hacer pompas con un tubo para pompas, que está hecho de plástico y normalmente tiene la forma de una pipa de fumar y que a veces contiene varias cazoletas. La mezcla jabonosa se vierte dentro de la cazoleta de la pipa; cuando alguien sopla por la boquilla, salen pompas de la cazoleta.

### Fórmulas de ejemplo
1. Fórmula de propósito general:
  - 2/3 de una taza de jabón para vajilla (~160 ml)
  - 2 litros de agua
  - 2 o 3 cucharadas soperas de glicerina (30 - 45 ml)
2. Otra fórmula de propósito general:
  - 100 g de azúcar
  - 2 o 3 cucharadas soperas de sal
  - 1,4 l de agua (el agua destilada es mejor)
  - 150 ml de jabón para vajilla
  - 12 ml de glicerina
3. Otra fórmula de propósito general más:
  - 1 parte de jabón para vajilla
  - 2 partes de glicerina
  - 3 partes de agua
4. Para pompas de larga duración:
  - 1/3 de una taza de mezcla comercial para pompas
  - 1/3 de una taza de agua
  - 1/3 de una taza de glicerina
5. Para pompas de jabón sin lágrimas:
  - 60 ml de champú para bebés
  - 200 ml de agua
  - 3 cucharadas soperas de sirope de maíz

## Espectáculo artístico
Los espectáculos de pompas de jabón combinan entretenimiento con arte. Requieren un alto nivel de habilidad, además de mezclas perfectas para pompas. Algunos artistas crean tubos o pompas gigantes, a menudo envolviendo objetos o incluso personas. Otros consiguen crear pompas que forman cubos, tetraedros y otras formas o esculturas. A menudo manejan las pompas con las manos. Para mejorar la experiencia visual, a veces las llenan con humo o helio y lo combinan con luz láser o fuego. Las pompas de jabón se pueden llenar con un gas inflamable como el gas natural y luego prenderse. Por supuesto, esto destruye la pompa.

Artista de las pompas de jabón en acción
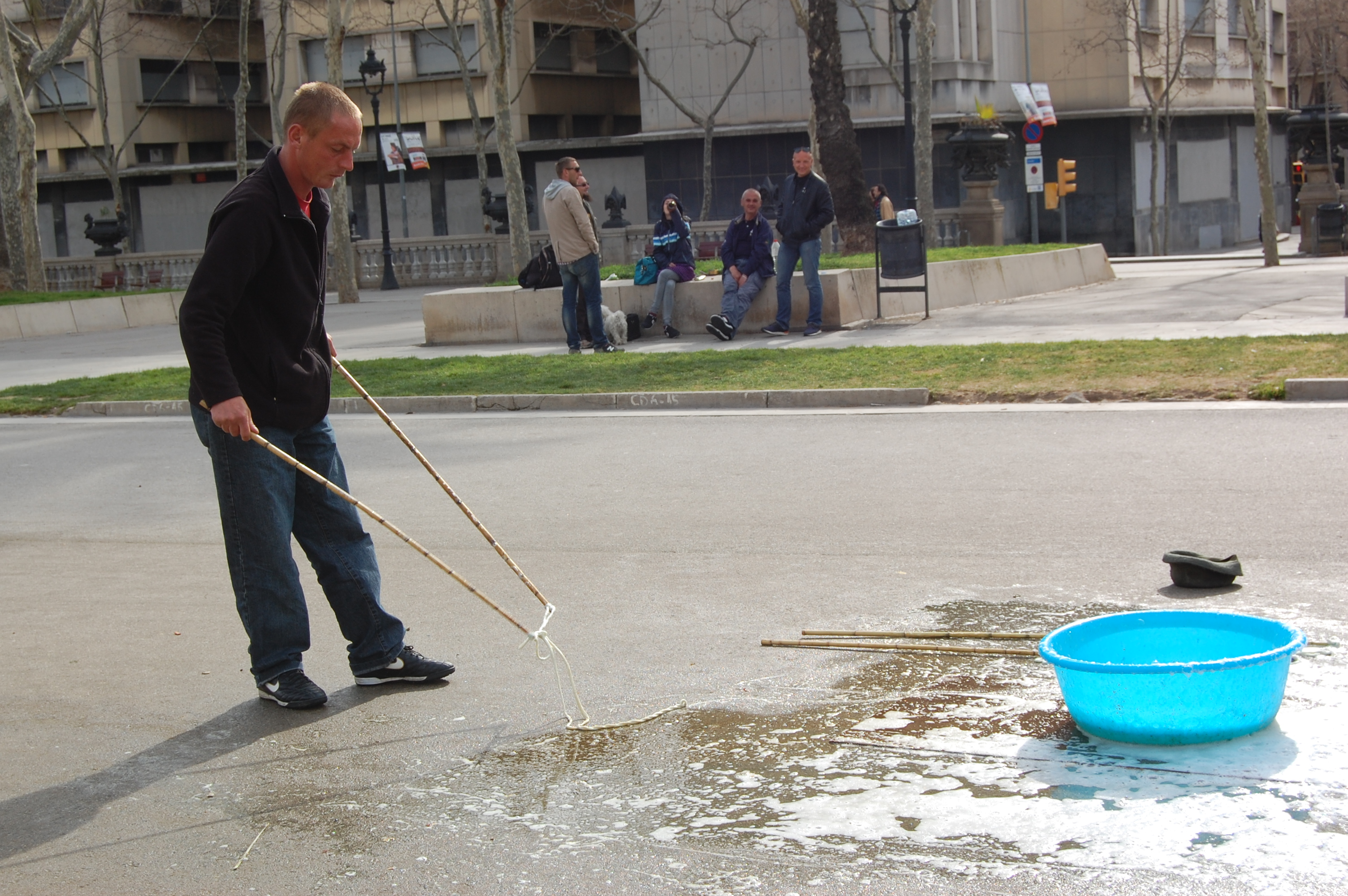
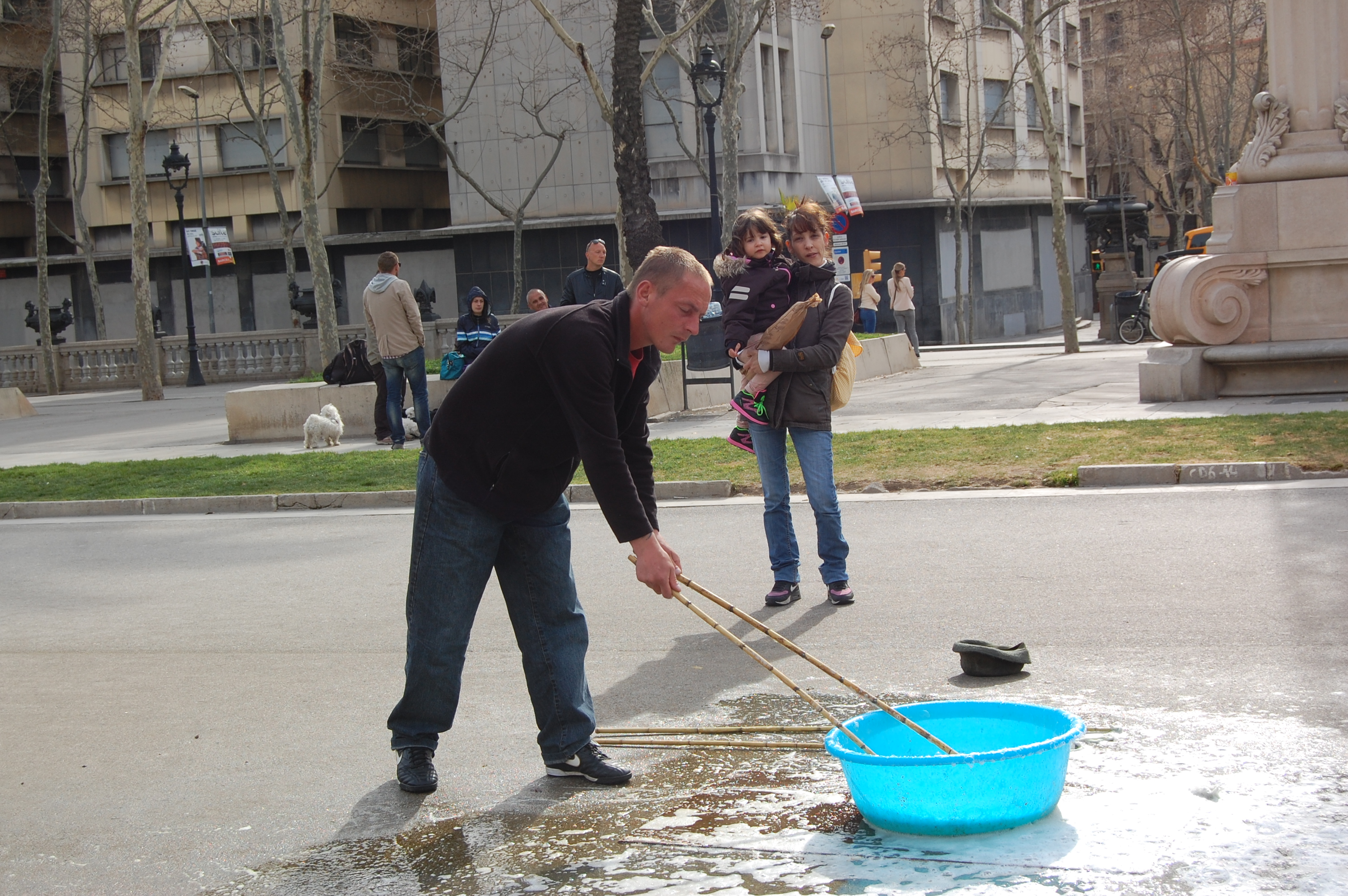
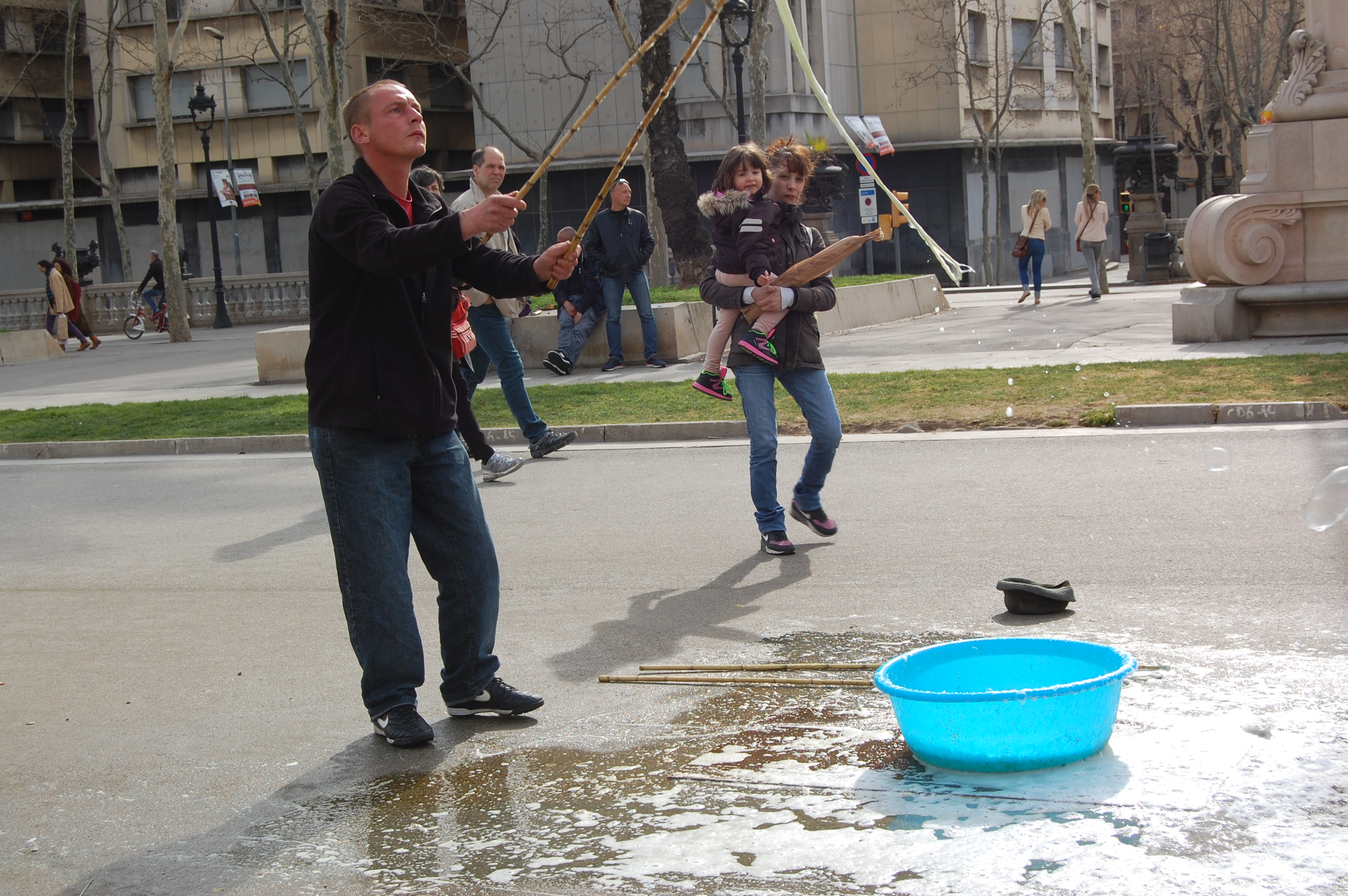
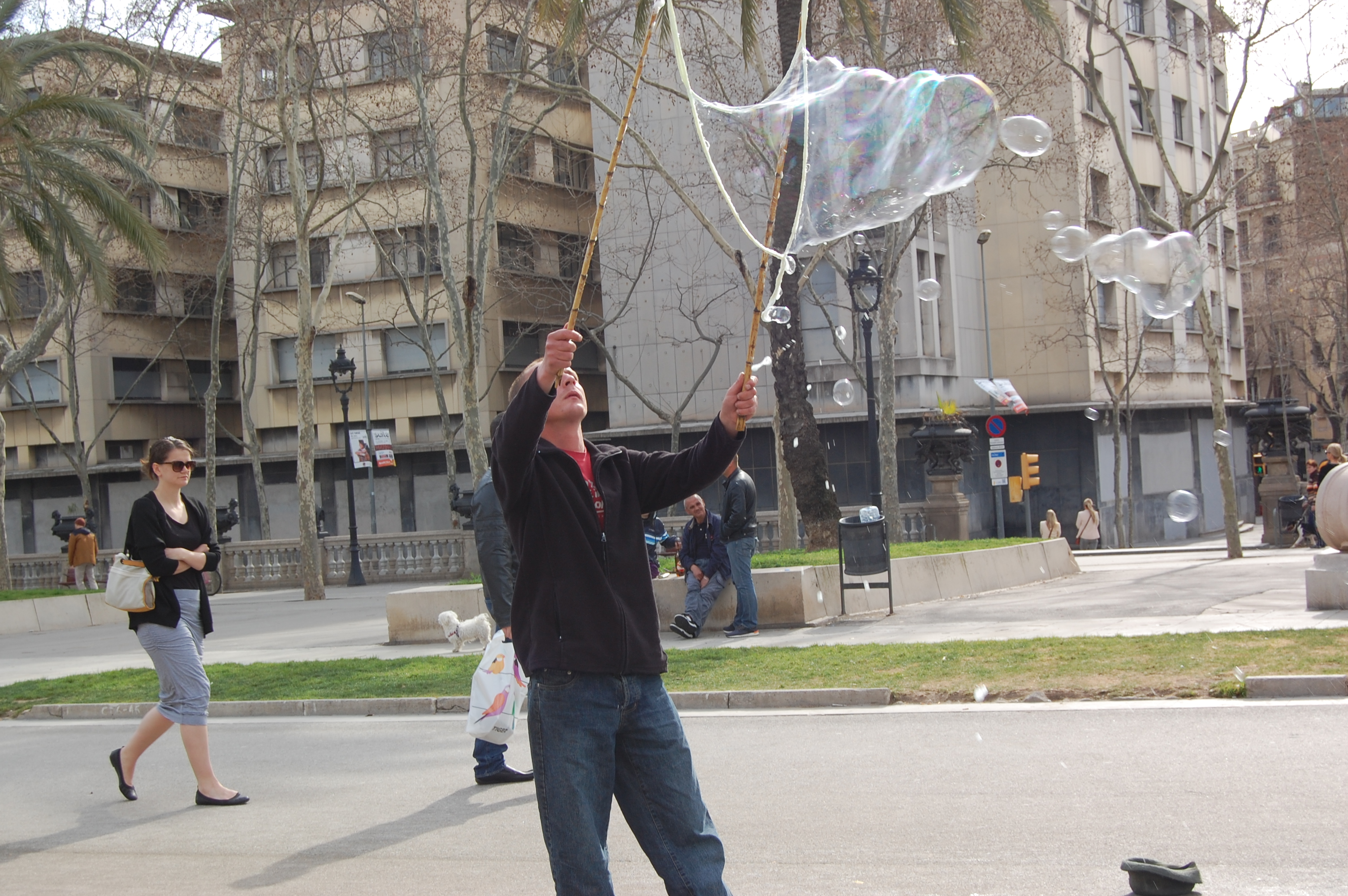
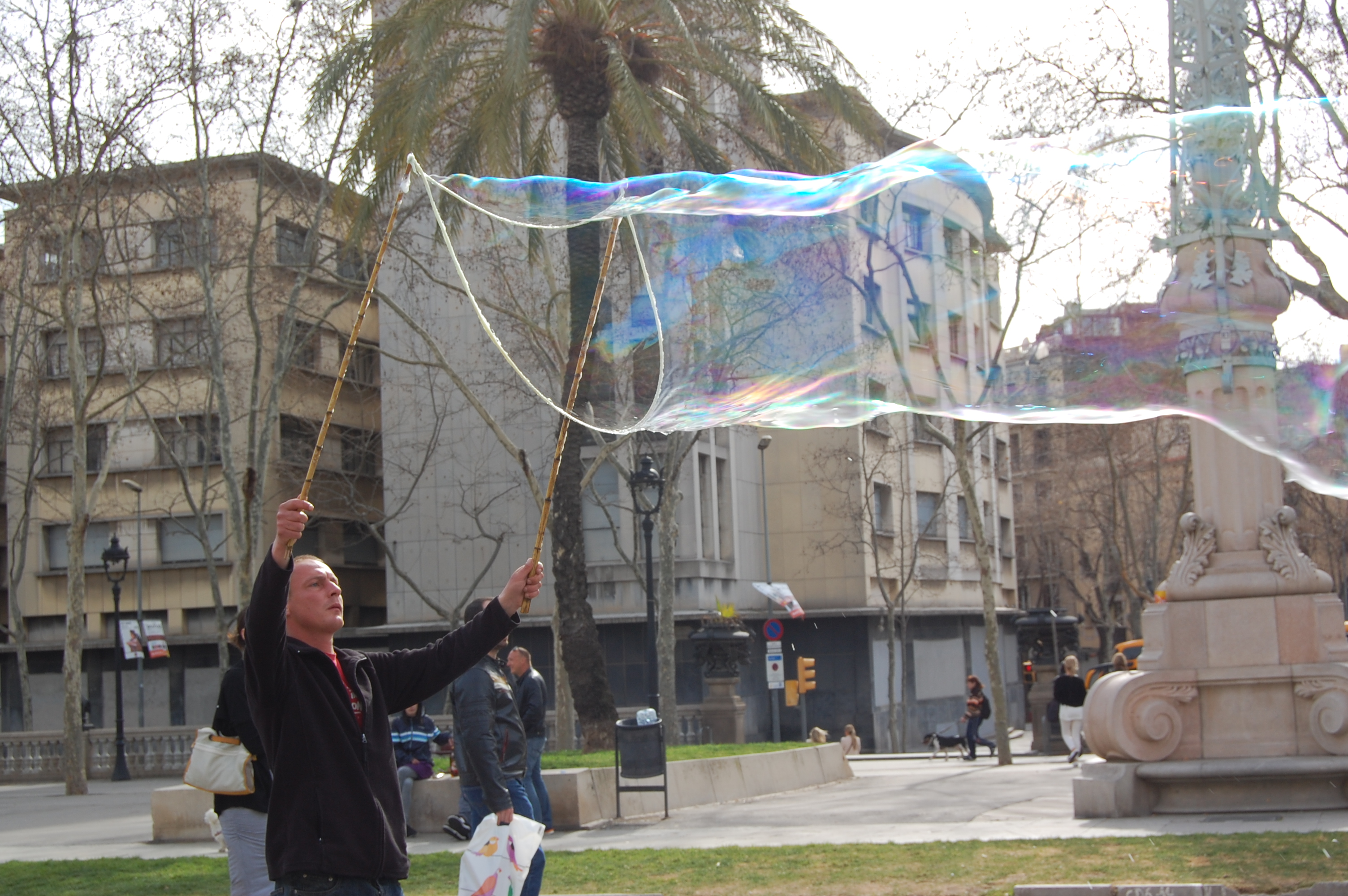
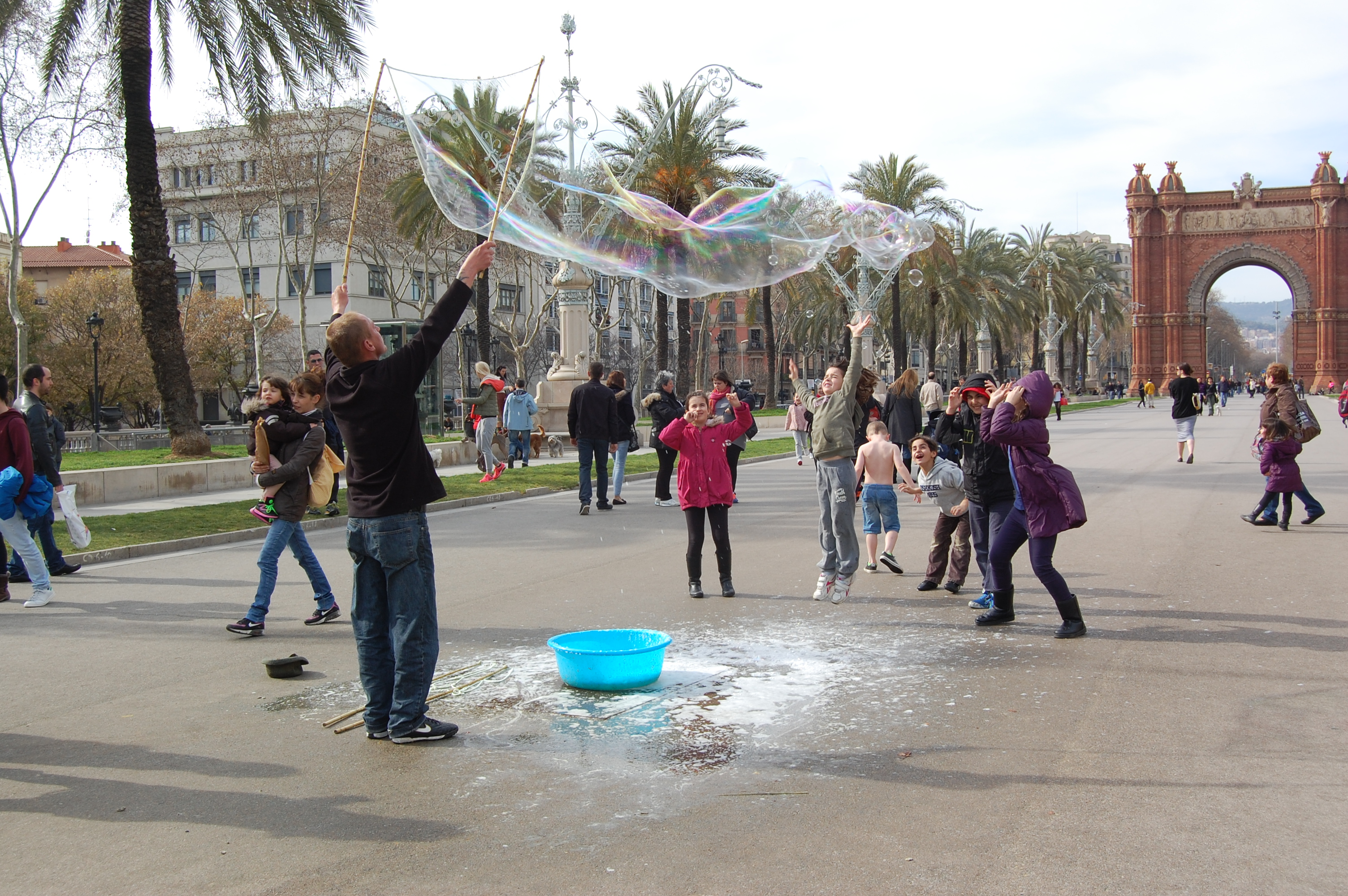
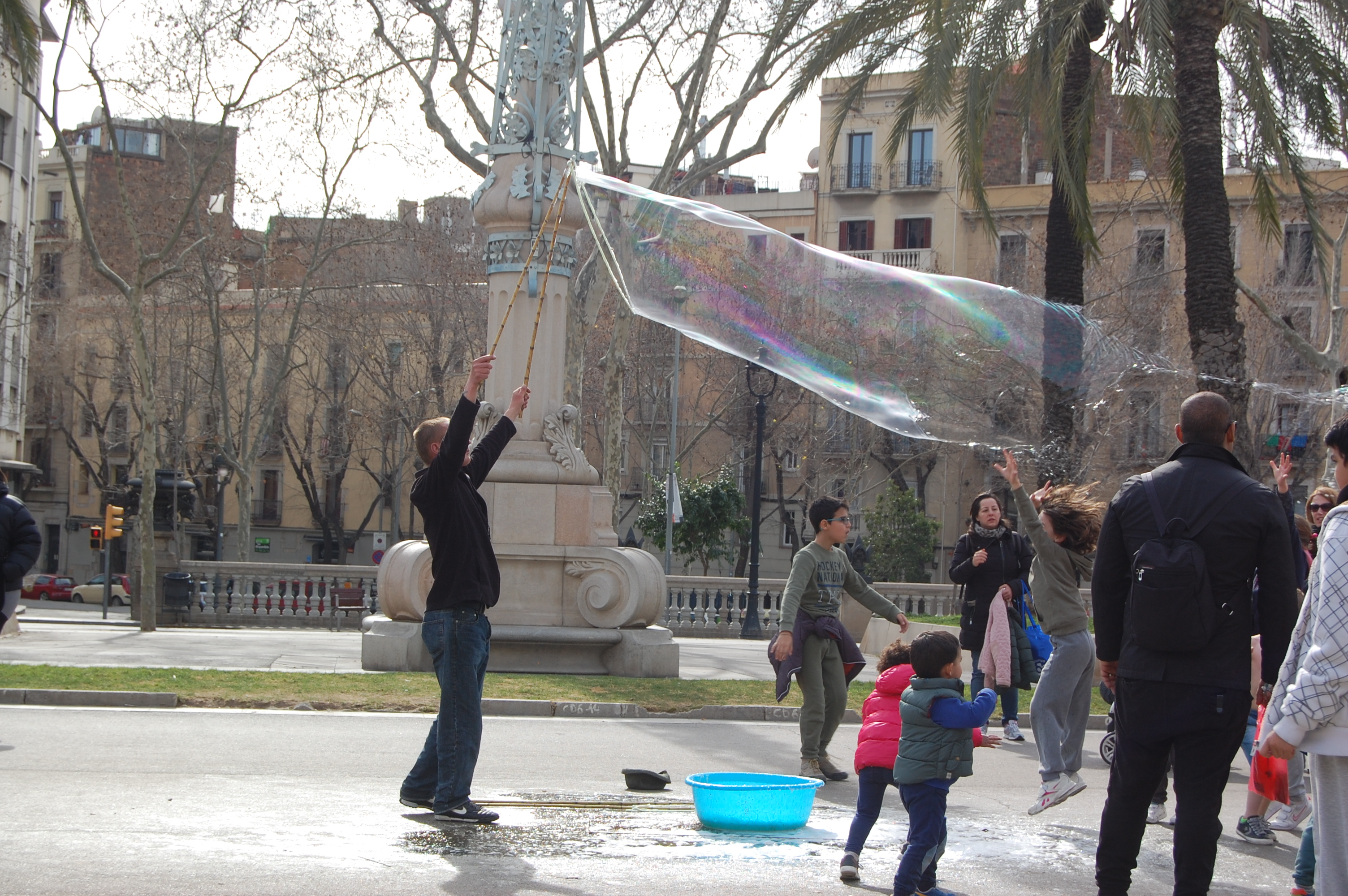
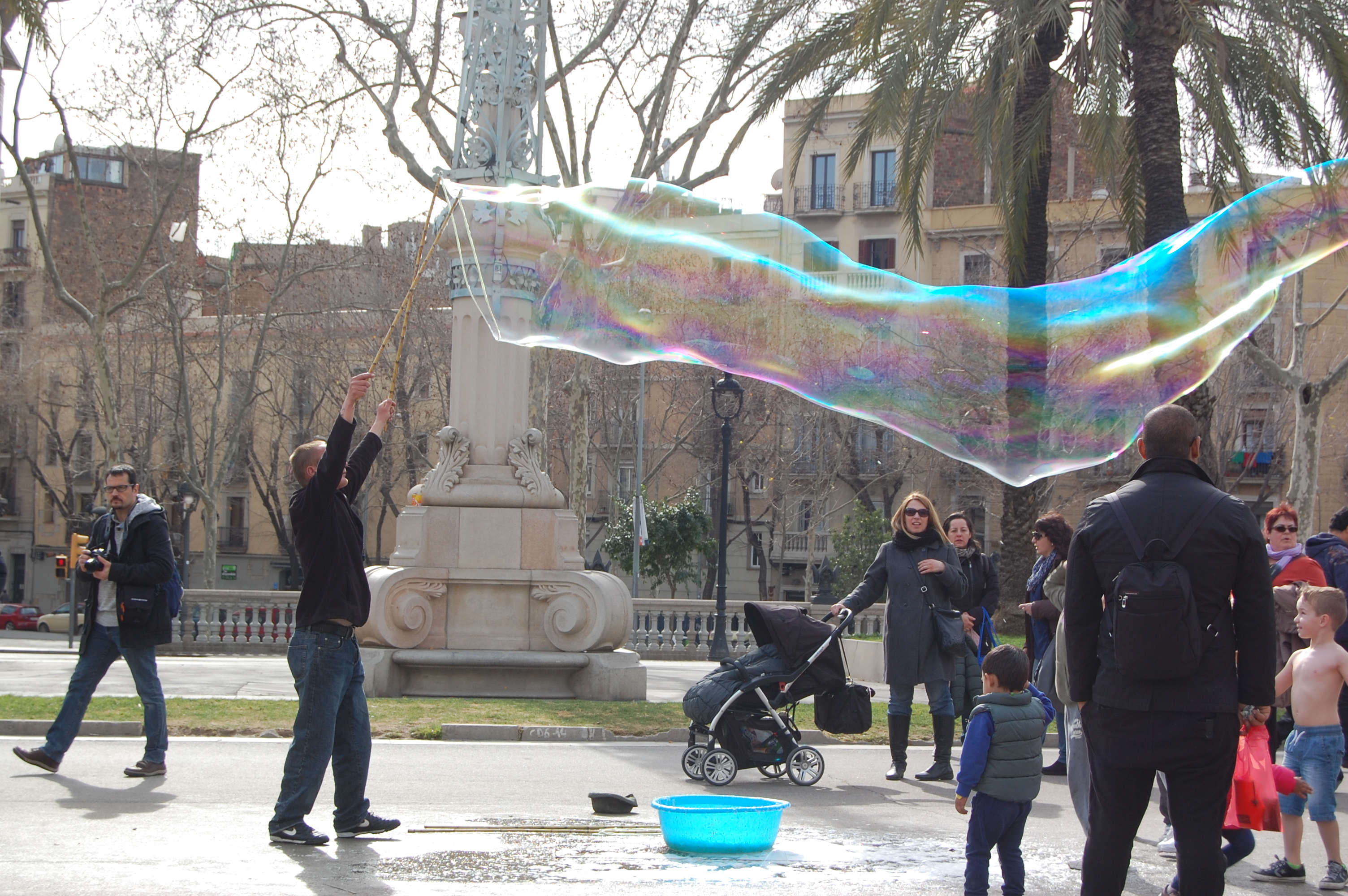
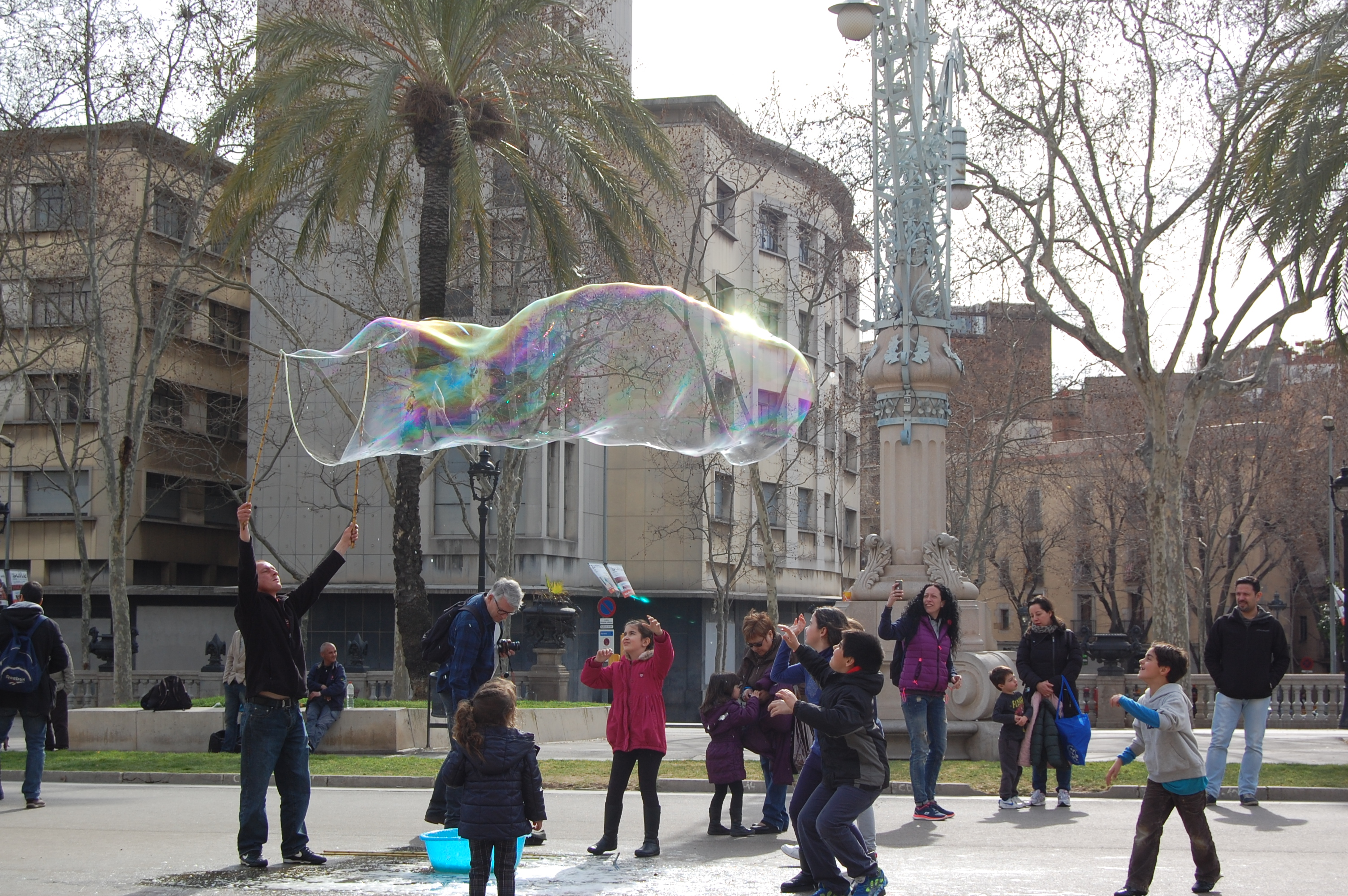